# Antoni Cuccu
Antoni Cuccu (San Vito (Sardenya), 1921 - 2003) fou un editor de llibres sard. Conegut com a Tziu Antoni era un editor que venia en persona les seves produccions fent gires de fira en fira arreu de Sardenya. D'aquesta manera, ha contribuït enormement a la difusió de la poesia en sard de poetes gairebé oblidats i ha permès que la seva poesia hagi estat recordada per autors posteriors. A la seva mort fou enterrat amb el símbol de Sardigna Natzione i li ha pres el relleu en la venda ambulant de llibres en llengua sarda el senegalès Cheikh Tidiane Diagne.